# Mahindra Alfa
Pour les articles homonymes, voir ALFA.
 (avril 2017).
Si vous disposez d'ouvrages ou d'articles de référence ou si vous connaissez des sites web de qualité traitant du thème abordé ici, merci de compléter l'article en donnant les références utiles à sa vérifiabilité et en les liant à la section « Notes et références ».
Le Mahindra Alfa est un tricycle à moteur vendu en Inde par Mahindra. Il possède deux moteurs dont un fonctionnant au gaz.

## Sources
Site officiel de Mahindra sur les petites cylindrées